# Emma Barrandéguy
Emma Barrandéguy (Gualeguay, 8 de marzo de 1914-Gualeguay, 19 de diciembre de 2006) fue una escritora, periodista, poeta, novelista y dramaturga argentina.

## Biografía
Emma Barrandéguy nació el 8 de marzo de 1914 en Gualeguay, provincia de Entre Ríos. Su madre le leyó poesía desde pequeña, y sus primeros textos escritos fueron de cuando apenas tenía seis años de edad. Estudió idiomas y se recibió de maestra, aunque nunca ejerció la docencia.
Mantuvo romances con hombres y mujeres que la llevaron a una intensa reflexión sobre la sexualidad, la homosexualidad, la represión y la libertad. Fue una de las primeras activistas de las causas de la mujer.
En 1937, a los 23 años, se mudó a la ciudad de Buenos Aires, donde residió durante 22 años, antes de volver a su ciudad natal. Integró junto con Mario Bunge el proyecto de la Universidad Obrera. Trabajó en el Diario Crítica y fue traductora para las editoriales El Ateneo y Emecé. En 1939 se casó con Neil McDonald, un acróbata de circo estadounidense que conducía una moto en "La rueda de la muerte" y que, después de un tiempo, se embarcó en un barco petrolero a ver a su madre a Boston y nunca más volvió a Buenos Aires. No tuvieron hijos.
Frecuentó grupos feministas, queer, gays, comunistas y literatos. Se incorpora al Partido Comunista Argentino pero más tarde se aleja debido a la postura del Partido con respecto a la homosexualidad y la liberación de la mujer. A pesar de eso, siguió adscribiendo al marxismo y declarándose comunista. Por medio de Juan L. Ortiz, de quien era amiga, se relacionó con la asociación intelectual más importante después de la Reforma Universitaria: la Asociación de Intelectuales, Artistas, Periodistas y Escritores (AIAPE), fundada por el dirigente comunista Aníbal Ponce, que funcionó entre 1935 y 1943. También de la mano de Ortiz asiste a las reuniones del grupo Claridad (grupo que frecuentaban comunistas y marxistas).
Trabajó en el Instituto del Cáncer y allí conoció a Salvadora Medina Onrubia (quien ya había vivido en Gualeguay y era esposa del dueño de Crítica, Natalio Botana), quien la llevó a trabajar en el Diario Crítica desde 1938 hasta 1956 como archivista y redactora. Posteriormente se convertiría en secretaria privada de Salvadora.
A los 50 años comenzó la carrera de Filosofía en la Universidad de Buenos Aires. En un momento en que se quedó sin trabajo, fue vendedora ambulante de joyas.
Falleció de cáncer a los 92 años, el 19 de diciembre de 2006, en Gualeguay.

## Trayectoria literaria
A los 18 años hace su primera publicación de poemas en un periódico, pero recién a los 50 años publica su primer libro, Las puertas. Publicó también artículos sobre astrología. 
Durante 20 años dirigió la sección cultural en un diario local de Gualeguay, El Debate Pregón. Escribió también en La Verdad, un periódico regional de Gualeguaychú. Fue traductora para las editoriales El Ateneo y Emecé. 
En 2012, en el ciclo de homenaje "Nuestros Escritores" impulsado por el Ministerio de Cultura y Comunicación se realiza una muestra de poemas de Emma Barrandéguy en la Biblioteca Provincial de Entre Ríos.

## Obra
- Pescar por fin tu corazón inquieto (2019). Córdoba, Caballo negro editora (compilación de poemas)
- Poesía completa (2009). Córdoba, ediciones del Copista (poemas)[nota 1]
- Mastronardi-Gombrowicz: una amistad singular (2004). Buenos Aires, Grama Ediciones (ensayo)[nota 2]
- Habitaciones (2002). Buenos Aires, ediciones Catálogos (novela autobiográfica)[nota 3]
- Salvadora, una mujer de Crítica (1997). Buenos Aires, ediciones Vinciguerra (biografía - crónica - ensayo)[nota 4]
- Camino hecho (1991). Entre Ríos, Ediciones del Clé (poemas)
- Crónica de medio siglo (1986). Sante Fe, editorial Colmegna[nota 5]
- Refracciones (1986). Gualeguay, Ed. Seguay (poemas)
- Crónica de medio siglo (1984). Paraná, editorial Dirección de Cultura de Paraná
- Los pobladores (1983). Gualeguay, Ed. Seguay (género híbrido, según la definición de la propia autora)
- No digo que mi país es poderoso (1982). Buenos Aires, edición Amigos de Herminia Brumana, Ed. Reconstruir (ensayo)[nota 6]
- Amor saca amor (1970). Paraná, ediciones Dirección de Cultura de la Provincia de Entre Ríos (teatro)
- El andamio (1964). Buenos Aires, ediciones Instituto Amigos del Libro Argentino (novela)[nota 7]
- Cartas (1943). Buenos Aires, ediciones El Ateneo
- Las puertas (1964). Buenos Aires, ediciones Instituto Amigos del Libro Argentino (poemas)[nota 8]
- Poemas (1934-35)

## Premios
- Premio Fray Mocho de literatura en 1974 por la obra teatral Amor saca amor, otorgado por el gobierno de Entre Ríos.[5]
- Premio Fray Mocho de literatura en 1984 por la novela Crónica de medio siglo, otorgado por el gobierno de Entre Ríos.